# Sandro Bertaggia
Sandro Bertaggia (Zugo, 7 maggio 1964) è un allenatore di hockey su ghiaccio ed ex hockeista su ghiaccio svizzero che allena, dalla stagione 2011-2012, nella Prima Lega l'HC Ceresio. Suo figlio (Alessio Bertaggia) gioca pure a hockey su ghiaccio.

## Statistiche
Statistiche aggiornate ad agosto 2011.

### Giocatore

#### Club
| Stagione  | Squadra  | Stagione regolare | Stagione regolare | Stagione regolare | Stagione regolare | Stagione regolare | Stagione regolare | Playoff | Playoff | Playoff | Playoff | Playoff |
| Stagione  | Squadra  | Lega              | P                 | G                 | A                 | Pt                | PIM               | P       | G       | A       | Pt      | PIM     |
| --------- | -------- | ----------------- | ----------------- | ----------------- | ----------------- | ----------------- | ----------------- | ------- | ------- | ------- | ------- | ------- |
| 1981-1982 | Zug      | NLB               | -                 | -                 | -                 | -                 | -                 |         |         |         |         |         |
| 1982-1983 | Zug      | NLB               | -                 | -                 | -                 | -                 | -                 |         |         |         |         |         |
| 1983-1984 | Zug      | NLB               | -                 | -                 | -                 | -                 | -                 |         |         |         |         |         |
| 1984-1985 | Gottéron | NLA               | 36                | 2                 | 5                 | 7                 | 0                 |         |         |         |         |         |
| 1985-1986 | Lugano   | NLA               | 36                | 6                 | 2                 | 8                 | 68                | 4       | 0       | 0       | 0       | 8       |
| 1986-1987 | Lugano   | NLA               | 33                | 9                 | 8                 | 17                | 67                | 6       | 2       | 3       | 5       | 10      |
| 1987-1988 | Lugano   | NLA               | 30                | 4                 | 6                 | 10                | 38                | 7       | 4       | 6       | 10      | 20      |
| 1988-1989 | Lugano   | NLA               | 35                | 6                 | 9                 | 15                | 40                | 8       | 1       | 2       | 3       | 45      |
| 1989-1990 | Lugano   | NLA               | 36                | 5                 | 6                 | 11                | 47                | 9       | 5       | 3       | 8       | 6       |
| 1990-1991 | Lugano   | NLA               | 33                | 2                 | 9                 | 11                | 29                | 11      | 3       | 4       | 7       | 25      |
| 1991-1992 | Lugano   | NLA               | 30                | 3                 | 7                 | 10                | 46                | 4       | 0       | 0       | 0       | 0       |
| 1992-1993 | Lugano   | NLA               | 27                | 4                 | 9                 | 13                | 33                | 8       | 1       | 1       | 2       | 6       |
| 1993-1994 | Lugano   | NLA               | 36                | 8                 | 5                 | 13                | 16                | 9       | 0       | 0       | 0       | 8       |
| 1994-1995 | Lugano   | NLA               | 30                | 8                 | 15                | 23                | 42                | 5       | 0       | 0       | 0       | 12      |
| 1995-1996 | Lugano   | NLA               | 36                | 5                 | 9                 | 14                | 65                | 4       | 0       | 1       | 1       | 14      |
| 1996-1997 | Lugano   | NLA               | 46                | 6                 | 5                 | 11                | 32                | 8       | 0       | 1       | 1       | 2       |
| 1997-1998 | Lugano   | NLA               | 40                | 4                 | 9                 | 13                | 51                | 7       | 0       | 2       | 2       | 0       |
|           | Merano   | Italy             | 5                 | 0                 | 3                 | 3                 | 6                 |         |         |         |         |         |
| 1998-1999 | Lugano   | NLA               | 36                | 5                 | 11                | 16                | 10                | 16      | 1       | 6       | 7       | 18      |
| 1999-2000 | Lugano   | NLA               | 41                | 1                 | 9                 | 10                | 22                | 14      | 2       | 8       | 10      | 4       |
|           | Lugano   | EHL               | 10                | 1                 | 0                 | 1                 | 4                 |         |         |         |         |         |
| 2000-2001 | Lugano   | NLA               | 43                | 6                 | 5                 | 11                | 30                | 18      | 0       | 1       | 1       | 14      |
| 2001-2002 | Lugano   | NLA               | 43                | 0                 | 6                 | 6                 | 20                | 5       | 0       | 2       | 2       | 4       |
| 2002-2003 | Lugano   | NLA               | 36                | 0                 | 4                 | 4                 | 16                | 16      | 0       | 3       | 3       | 18      |

#### Nazionale
| Stagione  | Livello        | Risultati    | Risultati | Risultati | Risultati | Risultati | Risultati |
| Stagione  | Livello        | Competizione | P         | G         | A         | Pt        | PIM       |
| --------- | -------------- | ------------ | --------- | --------- | --------- | --------- | --------- |
| 1986-1987 | Switzerland    | WC           | 9         | 0         | 2         | 2         | 13        |
| 1989-1990 | Switzerland    | WC B         | 7         | 0         | 3         | 3         | 8         |
| 1990-1991 | Switzerland    | WC           | 10        | 0         | 4         | 4         | 18        |
| 1991-1992 | Switzerland OG | OG           | 7         | 0         | 2         | 2         | 2         |
|           | Switzerland    | WC           | 8         | 1         | 0         | 1         | 12        |
| 1992-1993 | Switzerland    | WC           | 7         | 0         | 0         | 0         | 6         |
| 1994-1995 | Switzerland    | WC           | 7         | 1         | 1         | 2         | 8         |
| 1995-1996 | Switzerland    | WC B         | 7         | 1         | 4         | 5         | 4         |

### Allenatore

#### Club
| Stagione  | Squadra | Lega         | Ruolo      | Note                      |
| --------- | ------- | ------------ | ---------- | ------------------------- |
| 2007-2008 | Lugano  | NLA          | Ass. Coach |                           |
| 2008-2009 | Lugano  | NLA          | Ass. Coach |                           |
| 2009-2010 | Lugano  | NLA          | Ass. Coach |                           |
| 2010-2011 | Lugano  | NLA          | Ass. Coach | Esonerato a metà stagione |
| 2011-     | Ceresio | Switzerland3 | Head Coach |                           |

#### Nazionale
| Stagione  | Squadra               | Competizione  | Ruolo      | Note |
| --------- | --------------------- | ------------- | ---------- | ---- |
| 2010-2011 | Switzerland U19 (all) | International | Head Coach |      |

## Palmarès

### Giocatore

#### Club
- Campionato svizzero di hockey su ghiaccio: 6

 Lugano: 1985-86, 1986-87, 1987-88, 1989-90, 1998-99, 2002-03

#### Individuale
- Campionato del mondo di hockey su ghiaccio

1990: Best defenseman